# Август Бебель
А́вгуст Бе́бель (нім. August Bebel, 22 лютого 1840, Кельн — 13 серпня 1913) — діяч німецького і міжнародного робітничого руху. Один з засновників і керівників німецької соціал-демократичної партії і 2-го Інтернаціоналу.

## Життєпис
Народився у місті Кельні. За фахом — робітник-токар.
3 1861 року брав активну участь в роботі профспілок, керованих лібералами. Ознайомившись з працями Карла Маркса, Бебель став його послідовником. Вів боротьбу за створення самостійної робітничої партії. На з'їзді в місті Ейзенах (1869) Бебель разом з Карлом Лібкнехтом заснував німецьку соціал-демократичну робітничу партію. Під впливом Маркса і Енгельса Бебель боровся за революційне об'єднання Німеччини, рішуче виступав проти лассалівського Загального німецького робітничого союзу, який підтримував бісмарківську політику об'єднання країни «зверху». Під час франко-прусської війни 1870–71 займав інтернаціоналістичну позицію, виступав на захист Паризької комуни. За революційну діяльність був кілька разів ув'язнений. 1875 року Бебель взяв активну участь у створенні єдиної соціал-демократичної партії, програма якої була поступкою лассальянцям (Готська програма).
Протягом 1878–90 років, у час чинності виняткового закону проти соціалістів, Бебель висловився спочатку за розпуск партії. Надалі керована ним і Карлом Лібкнехтом партія поєднувала нелегальні методи роботи з легальними. Бебель вів помірковану боротьбу з бернштейніанством та іншими проявами ревізіонізму.
Бебель також активно займався питаннями освіти. Гостро критикуючи тогочасне виховання, він вважав, що лише соціалізм забезпечить гармонійний розвиток людини.

## Оцінки
Володимир Ленін: «Август Бебель, сам робітник, виробив собі ціною наполегливої боротьби соціалістичний світогляд, віддав на служіння цілям соціалізму всі свої багаті сили цілком, без останку, йшов рука в руку протягом десятиріч з німецьким пролетаріатом, що росте й розвивається, і став найобдарованішим парламентарієм Європи, найталановитішим організатором і тактиком, найвпливовішим вождем міжнародної, ворожої реформізмові й опортунізмові, соціал-демократії».

## Вшанування пам'яті
Вулиця Августа Бебеля у містах Дрезден, Дюрен, Берлін, Лейпциг, Франкфурт-на-Майні та інших містах Німеччини.